# Дуруша (цар Кадеша)
Дуруша (Туруша) (1-а пол. XV ст. до н. е.‎) — цар Кадеша. Тривалий час очолював коаліцію ханаанейських міст-держав у протистоянні з Єгиптом.

## Життєпис
Основні відомості про нього відносяться до часу війн з фараоном Тутмосом III. Ймовірно, посів трон незадовго після здобуття останнім повної влади після смерті Хатшепсут — приблизно в 1480/1470-х роках до н. е.
Відчуваючи небезпеку від нового фараона, сформував потужну коаліцію Ханаану, яка за стелою Тутмоса у Фівах нараховувала 119 міст і містечок, насамперед Кадеш, Мегіддо, Хамат, Дімаску, Хацор, Акко, Беріт, Яппу, Афек, Туніп, Таанах. При цьому, ймовірно, Кадеш та його коаліція дістали підтримку Мітанні.
У великій битві при Мегіддо, що сталася за різними відомостями 1472, 1468 або 1457 року до н. е., коаліція зазнала поразки, в полон потрапив один із синів Дуруши. Зрештою той визнав зверхність Єгипту, зобов'язавшись сплачувати данину. Як заручника фараону передав свого старшого сина.
Усе це послабило вплив Кадешу в Ханаані. Тому вже через 7 років Дуруша вже спільно з царем Туніпа очолив нову коаліцію. При цьому останній відіграв навіть більшу роль. Цього разу війська антиєгипетської коаліції не наважилися дати бій у полі, зачинившись у своїх містах. Пограбувавши околиці, єгиптяни повернулися до себе. Наступного року Тутмос III здійснив окремий похід проти Кадешу, але Дуруша зумів відбити напад. Через 3 роки єгипетське військо знову виступило до Ханаану. Дуруша у битві зазнав поразки, а невдовзі Кадеш захопили. Самого царя страчено або відправлено до Єгипту, місто зруйновано.
Утім невдовзі Кадеш відродив один із синів або родичів Дуруши. Остаточно спротив Кадешу Єгипту приборкали через 9 років після першого руйнування.